# Veaceslav Ivanov (filolog)
Veaceslav Vsevolodovici Ivanov (în rusă Вячесла́в Все́володович Ива́нов, n. 21 august 1929, Moscova, RSFS Rusă, URSS – d. 7 octombrie 2017, Los Angeles, California, SUA) a fost un proeminent filolog sovietic/rus și indo-europenist, probabil cel mai bine cunoscut pentru teoria fonologică a consonantismului indo-european și pentru introducerea urheimatului indo-european în zona montană armeană și a lacului Urmia.

## Primii ani
Tatăl lui Veaceslav Ivanov a fost Vsevolod Ivanov, unul dintre cei mai celebri scriitori sovietici. Mama lui a fost o actriță care a lucrat în teatrul lui Vsevolod Meyerhold. Copilăria lui a fost umbrită de boală și de război, fiind petrecută în refugiul de la Tașkent.
Ivanov a urmat cursurile Universității din Moscova și a lucrat acolo până în 1958, când a fost concediat din cauza prieteniei sale cu Boris Pasternak și Roman Jacobson. În acel moment, el realizase niște contribuții importante în domeniul studiilor indo-europene și a devenit una dintre cele mai importante autorități în limba hitită.

## Cariera
La începutul anilor 1960 Ivanov a fost unul dintre primii oameni de știință sovietici care au fost interesați de dezvoltarea semioticii. El a lucrat cu Vladimir Toporov la mai multe monografii lingvistice, inclusiv o prezentare a limbii sanscrite. În 1962 s-a alăturat lui Toporov și Iuri Lotman în procesul de înființare a Școlii de Semiotică de la Tartu-Moscova.
În anii 1980 Ivanov a lucrat cu Tamaz Gamkrelidze la o nouă teorie a migrației populației indo-europene, care a fost cel mai recent argumentată de ei în Indo-European and Indo-Europeans (1995). El a condus Biblioteca Unională de Literatură Străină între 1989 și 1993 și a făcut parte din Sovietul Suprem al Rusiei. Simultan, el a înființat Institutul de Cultură Mondială și a predat teoria și istoria culturii mondiale la Universitatea din Moscova.
Începând de la sfârșitul anilor 1990 Ivanov și-a împărțit timpul între Moscova (unde a predat la Universitatea Rusă de Stat de Științe Umaniste) și Los Angeles (unde a predat cursuri la University of California, Los Angeles). De asemenea, el a lucrat ca profesor la Universitatea Stanford și la Universitatea Yale.
A fost ales membru titular al Academiei Ruse de Științe în anul 2000 și membru străin al Academiei Britanice din 1977.
Ivanov a murit pe 7 octombrie 2017.

## Alte interese
În 1965 Veaceslav Ivanov a editat, a scris comentarii academice extinse și a publicat prima ediție rusă a lucrării nepublicate anterior „Psihologia artei” a lui Lev Vîgotski (lucrare scrisă în prima jumătate a anilor 1920). Ediția a doua, extinsă și corectată, a apărut în 1968 și a inclus o altă lucrare nepublicată a lui Vîgotski, tratatul lui despre Hamlet (scris în 1915-1916). Prima ediție a cărții a fost ulterior tradus în limba engleză de către Scripta Technica Inc. și lansată de către MIT Press în 1971.
În afară de preocupările științifice, Veaceslav Ivanov a scris poezie. De asemenea, el a publicat mai multe cărți de memorii, inclusiv două cărți despre relațiile sale cu Boris Pasternak și Anna Ahmatova.

## Publicații selectate
- Sanskrit. Moscow: Nauka Pub. House, Central Dept. of Oriental Literature, 1968.
- Borozdy i mezhi. 	Letchworth: Bradda Books, 1971. 351 p.
- cu Tamaz V. Gamkrelidze, Indoevropjskij jazyk i indoevropejcy: Rekonstrukcija i istoriko-tipologieskij analiz prajazyka i protokultury. Tiflis: Tiflis University Press 1984. xcvi + 1328 p.
  - English translation: Indo-European and the Indo-Europeans: A reconstruction and historical analysis of a proto-language and a proto-culture. 2 vols. Berlin–New York: Mouton de Gruyter, 1: 1994, 2: 1995
- cu T. V. Gamkrelidze, “The ancient Near East and the Indo-European question: Temporal and territorial characteristics of Proto-Indo-European based on linguistic and historico-cultural data”, Journal of Indo-European Studies vol. 13, no. 1–2 (1985): 3–48.
- cu T. V. Gamkrelidze, “The migrations of tribes speaking Indo-European dialects from their original homeland in the Near East to their historical habitations in Eurasia”, Journal of Indo-European Studies vol. 13, no. 1–2 (1985): 9–91.
- Vyacheslav V. Ivanov și Thomas Gamkrelidze, “The Early History of Indo-European Languages”, Scientific American vol. 262, no. 3 (March, 1990): 110-116.
- The archives of the Russian Orthodox Church of Alaska, Aleutian and Kuril Islands (1794—1912): An attempt at a multisemiotic society. Washington, 1996.
- The Russian orthodox church of Alaska and the Aleutian Islands and its relation to native American traditions — an attempt at a multicultural society, 1794—1912. Washington, D.C.: Library of Congress; U.S. G.P.O., 1997.
- (ca editor) with Ilia Verkholantseva, eds., Speculum Slaviae Orientalis : Muscovy, Ruthenia and Lithuania in the late Middle Ages. Moscow: Novoe izdatel'stvo, 2005.
- (ca editor), Issledovaniia po tipologii slavianskikh, baltiĭskikh i balkanskikh iazykov: preimushchestvenno v svete iazykovykh kontaktov [= Studies in the typology of Slavic, Baltic and Balkan languages: with primary reference to language contact]. St. Petersburg: Aleteĭia, 2013.
- cu V. N. Toporov, Mifologiia: statʹi dlia mifologicheskikh ėntsiklopediĭ. Moscow: IASK, Iazyki slavianskikh kulʹtur, 2014.

## Vezi și
- Vii (mitologie)